# Catarina de Valois
Catarina de Valois ou Catarina de França (em francês: Catherine de France; Paris, 27 de outubro de 1401 — Londres, 3 de janeiro de 1437) foi princesa de França e rainha consorte de Henrique V de Inglaterra.

## Primeiros anos

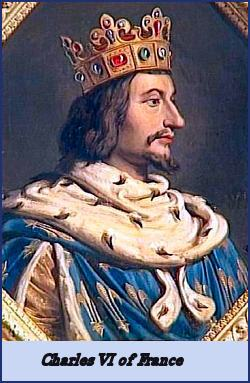
O pai de Catariana Rei Carlos VI de França.

Catarina de Valois décima dos onze filhos do rei Carlos VI de França e de Isabel da Baviera, filha do duque Estêvão III da Baviera-Ingolstadt. Catarina nasceu no palácio real do Hôtel Saint-Pol em Paris em 27 de outubro de 1401, um dos oito filhos nascidos do casamento. Uma irmã mais velha, Isabel de Valois, havia se casado anteriormente com o rei Ricardo II.  
O pai de Catarina, Carlos VI, era mentalmente doente, acreditava-se ter sofrido de esquizofrenia Carlos experimentou delírios, acreditando que ele era feito de vidro ou negando que tinha uma esposa e filhos. Ele correu de sala em sala até que ele desmaiou de exaustão, declarando que seus inimigos estavam sobre ele. Acredita-se que a doença de Carlos tenha sido posteriormente herdada por seu neto, Henrique VI da Inglaterra. Os ancestrais de Carlos estavam intimamente relacionados. Sua mãe, a princesa francesa, Joana de Bourbon (1338-1377) era um pouco instável, assim como seu irmão, Luís, Duque de Bourbon, seu pai e avô, ela sofreu um colapso nervoso completo em 1373 após o nascimento de seu sétimo filho.
Quando Catarina atingiu a idade de três anos, foi tomada a decisão de que, por causa de sua saúde e dignidade, Carlos VI deveria se aposentar da vida pública. A mãe de Catarina, a rainha Isabel, uma mulher arrogante e implacável, foi abertamente infiel ao seu pai. Adquirindo a assistência de seu irmão Luís, Duque da Baviera e seu cunhado Luís, Duque de Orleans, ela tomou o controle do governo da França das forças rivais do primo do rei João, Duque de Borgonha. Catarina e as suas irmãs, Maria e Michelle e o seu irmão, o Delfim Luís, foram levados pelo Duque da Baviera durante as lutas de poder na corte francesa. Os primeiros anos de Catarina foram sombrios e empobrecidos, sua única educação foi obtida em um convento em Poissy.

## Casamento
O rei Henrique V da Inglaterra renovou a reivindicação inglesa ao trono francês e invadiu a França. O acordo foi finalmente alcançado em 1420 pelo Tratado de Troyes. Por seus termos, o rei Carlos VI da França reconheceu Henrique como seu herdeiro, deserdando seu próprio filho, o delfim Carlos e o rei inglês se casou com a filha mais nova de Carlos, Catarina, em 2 de junho de 1420.

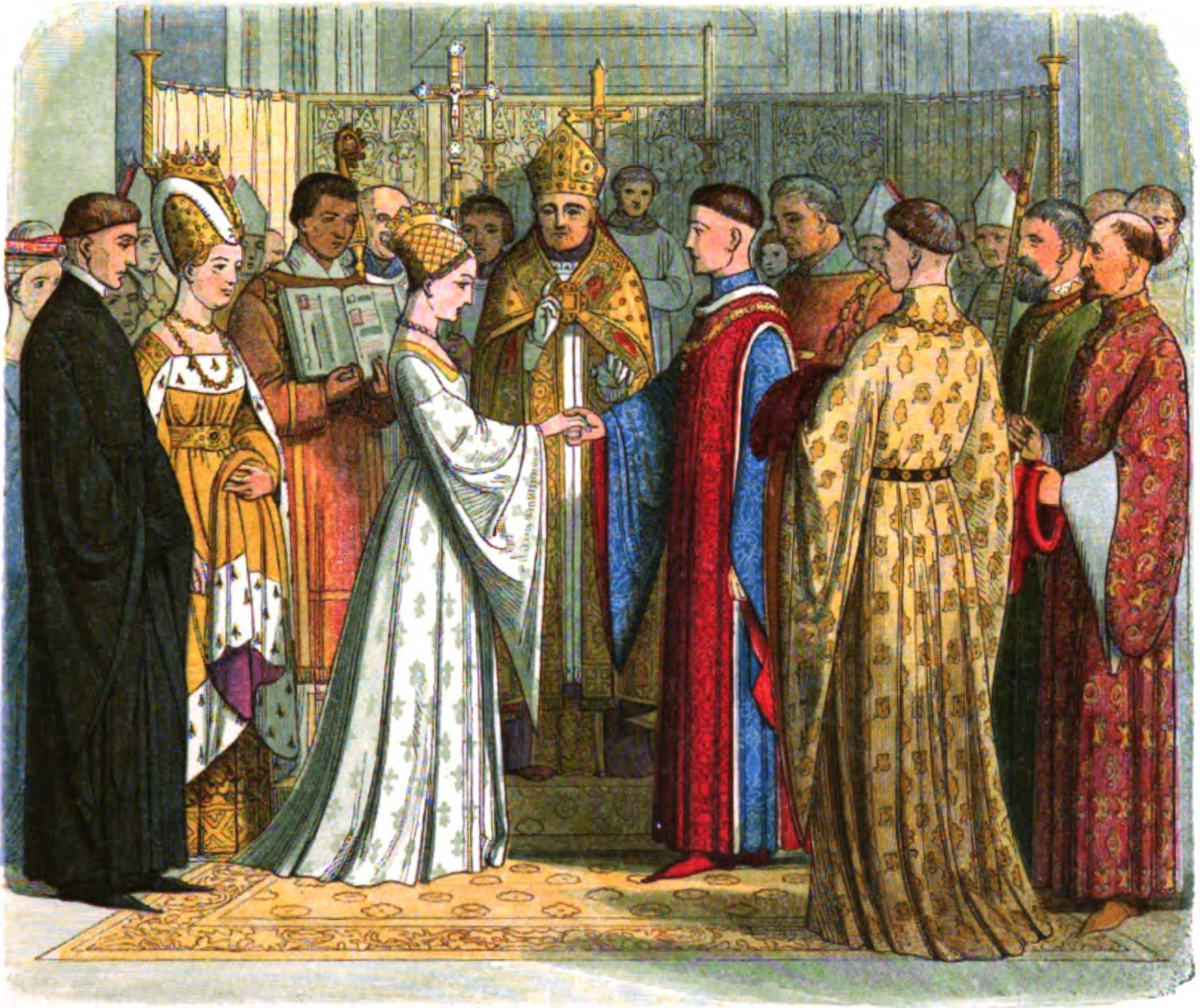
Casamento de Catarina e Henrique. Crônicas da Inglaterra, p. 373.

Catarina viajou para a Inglaterra com o marido e foi coroada na Abadia de Westminster em 23 de fevereiro de 1421. O irmão de Henrique, Tomás, Duque de Clarence foi morto lutando na França no campo de Baugy. Determinado a vingar sua morte, Henrique retornou à França em junho de 1421. A rainha Catarina deu à luz um filho, Henrique, em 6 de dezembro de 1421 em Windsor. Deixando seu filho aos cuidados de seu tio, Humberto, Duque de Gloucester, ela se juntou a Henrique na França em maio de 1422, a criança e seu pai nunca se encontraram, Henrique V contraiu disenteria durante o cerco de Meaux e morreu em 31 de agosto de 1422, com 34 anos de idade, deixando Catarina viúva. Seu pai, o rei Carlos VI, morreu alguns meses depois, deixando o infante Henrique VI, rei da Inglaterra e da França.
Em 1428, o irmão mais novo de Henrique V, Humberto Duque de Gloucester, preocupou-se que um padrasto do rei pudesse exercer muita influência, garantindo a aprovação de um ato para impedir que Catarina se casasse sem o consentimento do rei e do conselho. Agora Rainha Viúva, Catarina às vezes participava de procissões estaduais, contemporâneos descrevem quantas vezes em tais ocasiões, o rei bebê estava sentado em seu colo.

## Relacionamento com Owen Tudor
Owen ap Maredudd ap Tudor, um galês de ascendência relativamente modesta, que entrou a serviço de Henrique V e distinguiu-se em Agincourt, foi nomeado como guardião do guarda-roupa da viúva de vinte anos. Por todos os relatos, Owen era um jovem bonito, os cronistas debruçam-se sobre a beleza, em algum momento ele se tornou amante da rainha viúva. A lenda relata que Owen chamou a atenção da rainha quando ela o viu nadando, ou que ele tropeçou e caiu em seu colo quando dançava. Pensa-se que o caso começou no Castelo de Leeds, em Kent.

### Casamento com Owen Tudor
Nenhuma documentação sobreviveu do casamento de Catarina com Owen Tudor em 1429. A descoberta de pelo menos três dos filhos ilegítimos da rainha causou escândalo na época, e foi vista como um insulto à memória do grande Henrique V. Owen e Catarina produziram pelo menos cinco filhos no total. Owen mais tarde se tornou um monge. Em 1436, quando Catarina estava grávida de seu quinto filho por Tudor, os rumores do casamento secreto da rainha chegaram ao ouvido de Humberto, Duque de Gloucester. Owen Tudor foi preso e Catarina retirou-se para a Abadia de Bermondsey, pouco depois de dar à luz a sua filha Margarida, em 3 de janeiro de 1437. Angustiada e traumatizada com a separação forçada de seu marido e filhos, Catarina ficou gravemente doente. Seu filho Henrique VI enviou-lhe uma "tábua de ouro", pesando treze onças em que era um crucifixo com pérolas e safiras como um símbolo de seu amor. Catarina morreu em 3 de janeiro de 1437 e foi enterrada na Capela da Abadia de Westminster. Henrique VI forneceu uma tumba no altar e incluiu uma inscrição descrevendo-a como viúva de seu pai, sem referência a seu segundo casamento.

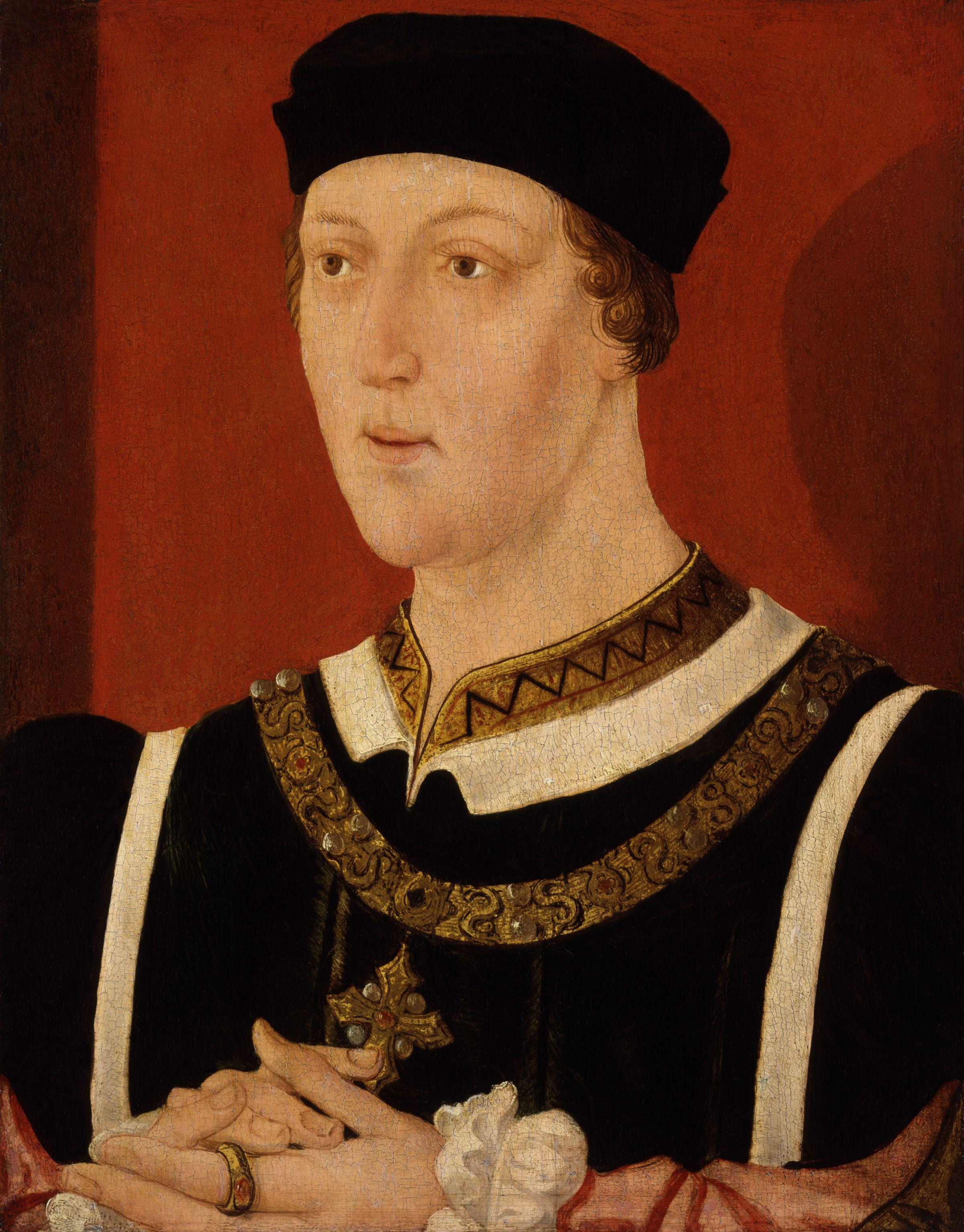
O filho de Catarina e Henrique V da Inglaterra: Henrique VI da Inglaterra.

## Descendência
Com Henrique V da Inglaterra
- Henrique VI da Inglaterra (1421-1471), Casou-se com Margarida de Anjou declarado incapaz.

Com Owen Tudor
- Tomás Tudor (1429-1501), tornou-se monge.
- Edmundo Tudor, Conde de Richmond (1430-1456), casou com Margarida Beaufort e foi pai de Henrique Tudor, futuro rei de Inglaterra.
- Jasper Tudor, Duque de Bedford (1431-1495), marido de Catarina Woodville, irmã da rainha consorte de Eduardo IV, Isabel Woodville.
- Margarida Tudor (1437), Não sobreviveu é morreu após o parto.

## Últimos anos
Catarina morreu a 3 de janeiro de 1437, no parto da sua filha, que não sobreviveu muito mais. Como rainha consorte, foi sepultada na Abadia de Westminster em Londres. Os seus filhos (em princípio ilegítimos, porque se Catarina casou com Owen foi em segredo) foram reconhecidos pelo irmão Henrique VI e adquiriram títulos de nobreza. O testamento de Catarina endereçado ao seu filho, o Rei, refere-se de forma cautelosa a uma intenção conhecida apenas por ele, "em cumprimento terno e favorável da minha intenção" é pensado para se referir aos seus desejos em relação aos seus filhos por Owen Tudor, que pode ter sido revelado a ele antes do confinamento em Bermondsey.

### Legado
Owen Tudor foi preso logo após sua morte, ele apareceu perante o Conselho, absolveu-se de todas as acusações e foi libertado. Na sua viagem de regresso a Gales, foi novamente preso. Ele tentou escapar da Prisão de Newgate no início de 1438 e acabou sendo transferido para o Castelo de Windsor em julho daquele ano. Henrique VI, quando atingiu a maioridade, nunca perdoou ao seu tio Gloucester o uso duro que a sua mãe tinha experimentado. Tornou-se cavaleiro de seu padrasto Owen, tornando-o Diretor de Forestries, e nomeou-o Vice-lorde Tenente.

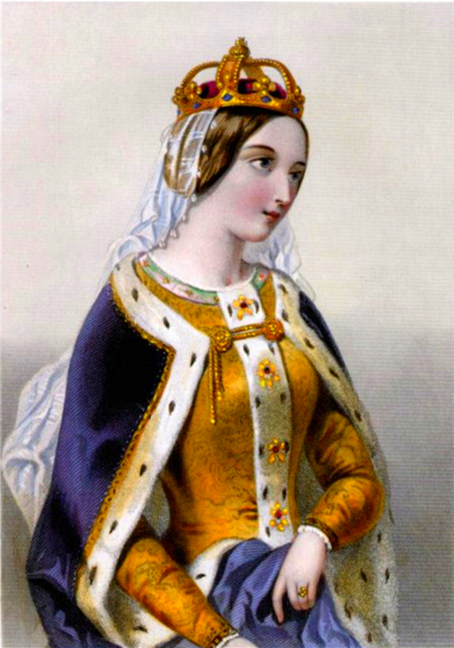
Catarina por Mary Howitt, no seu livro Biographical Sketches of the Queens of England, From the Norman Conquest to the Reign of Victoria; or The Royal Book of Beauty.

Owen viveu até 1461, em 2 de fevereiro de 1461, ele liderou as forças de Lencastre na Batalha da Cruz de Mortimer por seu enteado contra Eduardo, Conde de Março, o pretendente Iorquista ao trono. Os Lancastrianos foram derrotados em batalha e Owen foi posteriormente decapitado em Hereford. Foi relatado que ele não estava convencido de sua morte iminente até que o colar foi arrancado de sua cópia pelo carrasco. Neste ponto, ele é acusado de ter dito que "A cabeça que costumava estar no colo da rainha Catarina estaria agora no cesto do carrasco". Sua cabeça foi colocada na cruz do mercado, onde uma mulher louca penteou seu cabelo e lavou seu rosto, colocando tochas de cera iluminadas em torno dele. Os dois filhos mais velhos de Owen e Catarina, Edmundo e Jasper, foram viver com Catarina de la Pole, Abadessa de Barking e irmã do Duque de Suffolk. Em algum momento depois de 1442, o rei, seu meio-irmão, assumiu um papel na sua educação e eles foram dados Condes por Henrique VI, Edmundo tornou-se Conde de Richmond e se casou com Lady Margarida Beaufort, ele era para se tornar o pai de Henrique VII, o fundador da dinastia Tudor da Inglaterra. Jasper Tudor tornou-se Conde de Pembroke.
A efígie de madeira que foi carregada no funeral de Catarina ainda sobrevive na Abadia de Westminster e está em exibição no Museu Undercroft. Seu túmulo foi originalmente encimado por um memorial de alabastro, mas este foi destruído durante as extensões da abadia no reinado de seu neto, Henrique VII. Foi dito que o rei Henrique ordenou que seu memorial fosse removido para se distanciar de sua ascendência ilegítima. Nessa época, a tampa do caixão de Catarina foi levantada acidentalmente, revelando seu cadáver, que por gerações se tornou uma atração turística. Em 1669 o diarista Samuel Pepys beijou a rainha há muito falecida em seu aniversário, "Na terça-feira de carnaval de 1669, eu fui para a Abadia, e por favor vi o corpo da rainha Catarina de Valois, e tinha a parte superior do corpo em minhas mãos, e eu beijei sua boca". Os restos mortais de Catarina não foram devidamente enterrados até ao reinado da Rainha Vitória, quando em 1878 o seu corpo foi sepultado na cerimónia de Henrique V.